# Amata snelleni
Amata snelleni là một loài bướm đêm thuộc phân họ Arctiinae, họ Erebidae.